# ستيف زان
ستيف زان (بالإنجليزية: Steve Zahn)‏ مواليد 13 نوفمبر 1967 في مينيسوتا، الولايات المتحدة، هو ممثل أمريكي بدأ مسيرته الفنية عام 1990.

## الأعمال
| سنة  | عنوان                | دور  | ملاحظات |
| ---- | -------------------- | ---- | ------- |
| 2003 | لديك بريد            |      |         |
| 2003 | روضة البابا          | مورف |         |
| 2005 | صحاري                |      |         |
| 2006 | بانديداس             |      |         |
| 2013 | الهروب من كوكب الأرض |      |         |
| 2013 | نادي دالاس للمشترين  | توكر |         |
| 2017 | يوميات طفل مستضعف    |      |         |

## روابط خارجية
- ستيف زان على موقع IMDb (الإنجليزية)
- ستيف زان على موقع روتن توميتوز (الإنجليزية)
- ستيف زان على موقع ألو سيني (الفرنسية)
- ستيف زان على موقع ميوزك برينز (الإنجليزية)
- ستيف زان على موقع تيرنر كلاسيك موفيز (الإنجليزية)
- ستيف زان على موقع أول موفي (الإنجليزية)
- ستيف زان على موقع قاعدة بيانات برودواي على الإنترنت (الإنجليزية)
- ستيف زان على موقع قاعدة بيانات الأفلام السويدية (السويدية)
- ستيف زان على موقع إن إن دي بي (الإنجليزية)
- ستيف زان على موقع ديسكوغز (الإنجليزية)